# Carrer del Carme
Carrer del Carme è una strada che si trova nel quartiere El Raval di Barcellona. 
La strada fa parte dell'area commerciale del Raval e vi si trovano gli uffici dell'Institut d'Estudis Catalans, la barocca Església de Betlem e la Biblioteca de Catalunya che ha sede nei locali utilizzati dall'Hospital de la Santa Creu finché non furono trasferiti nel nuovo edificio nel Guinardó. 
La strada è nota per essere stata menzionata nella prima pagina del romanzo Diario del ladro di Jean Genet.

## Trasporti
- Metro Liceu, servita dalla L3, su La Rambla
- Metro Sant Antoni, servita dalla L2 in Ronda Sant Antoni